# Cratere Anders
Anders è un cratere lunare di 41,33 km situato nella parte sud-orientale della faccia nascosta della Luna.
Il cratere è dedicato all'astronauta statunitense William Anders.

## Crateri correlati
Alcuni crateri minori situati in prossimità di Anders sono convenzionalmente identificati, sulle mappe lunari, attraverso una lettera associata al nome.
| Anders | Coordinate             | Diametro (in km) |
| ------ | ---------------------- | ---------------- |
| D      | 40°15′36″S 140°51′36″W | 23,8             |
| G      | 41°48′36″S 142°10′48″W | 20,46            |
| X      | 39°43′48″S 144°15′00″W | 21,45            |